# Joey Lauren Adams
Joey Lauren Adams (ur. 9 stycznia 1968 w North Little Rock, w stanie Arkansas) – amerykańska aktorka i reżyserka filmowa i telewizyjna.

## Życiorys
W 1988 przeprowadziła się do Hollywood. Zdobyła międzynarodową sławę dzięki roli dziewczyny z przeszłością, spotykającej się z młodym rysownikiem komiksów w tragikomedii Kevina Smitha W pogoni za Amy (Chasing Amy, 1996). u boku Bena Afflecka. Za rolę odebrała nagrodę krytyków w Chicago, Sierra Award w Las Vegas dla Najbardziej Obiecującej Aktorki oraz zdobyła nominację do Złotego Globu.
W 2006 zadebiutowała jako reżyserka filmu Come Early Morning z Ashley Judd, który został dobrze przyjęty przez krytyków i nagrodzony Dorothy Arzner Directors i Indie Memphis Competiton. W 2009 roku wyreżyserowała teledysk Belle of the Boulevard zespołu Dashboard Confessional.
W 2010 zagrała gościnnie w drugim sezonie serialu Wszystkie wcielenia Tary (United States of Tara) ponownie wcielając się w postać o skomplikowanej seksualności. Pojawiła się w sześciu odcinkach jako Pammy, barmanka zakochująca się w męskim alter-ego Tary (Toni Collette).

## Życie prywatne
Spotykała się z Kevinem Smithem i Vince’em Vaughnem.
Jej wysoki, jakby dziecięcy, głos wzbudza kontrowersje. Zdaniem części komentujących stanął on na drodze jej kariery w Hollywood. Sama aktorka mówi, że pomógł jej zdobyć niektóre role.

## Filmografia

### Filmykinowe
| Rok  | Tytuł                        | Tytuł oryginalny               | Rola                            |
| ---- | ---------------------------- | ------------------------------ | ------------------------------- |
| 2009 | Endure                       |                                | Sirena Lane                     |
| 2009 | ExTerminators                |                                | Kim                             |
| 2008 | W drodze                     | Trucker                        | Jenny Bell                      |
| 2006 | Sztuka zrywania              | The Break-Up                   | Addie                           |
| 2006 | Królik uziemiony             | Bunny Whipped                  | Ann                             |
| 2004 | Sprzedawcy: Zagubiona scena  | Clerks: The Lost Scene         | Alyssa Jones (głos)             |
| 2004 | Dotrzymać słowa              | The Gunman                     | Daphne                          |
| 2003 | Wielka pustka                | The Big Empty                  | Grace                           |
| 2002 | Sygnał dźwiękowy             | Beeper                         | Inspektor Julia Hyde            |
| 2002 | Grand Champion               |                                | Hallie                          |
| 2001 | Człowiek Harwardu            | Harvard Man                    | Chesney Cort                    |
| 2001 | Docieranie do normy          | Reaching Normal                | Sarah                           |
| 2001 | Jay i Cichy Bob kontratakują | Jay and Silent Bob Strike Back | Alyssa Jones                    |
| 2001 | Dr Dolittle 2                | Dr. Dolittle 2                 | Wiewiórka (głos)                |
| 2001 | W cieniu śmierci             | In the Shadows                 | Clarissa, córka Lance’a Coopera |
| 2000 | Bruno                        |                                | Donna Marie                     |
| 2000 | Piękna                       | Beautiful                      | Ruby                            |
| 1999 | Izba Przyjęć 2               | Emergency Room 2               |                                 |
| 1999 | Super tata                   | Big Daddy                      | Layla Maloney                   |
| 1998 | Dylemat                      | A Cool, dry place              | Beth Ward                       |
| 1996 | Michael                      |                                | Anita, kelnerka Browna          |
| 1996 | Drawing Flies                |                                | Hippy Chick                     |
| 1996 | W pogoni za Amy              | Chasing Amy                    | Allyssa Jones                   |
| 1996 | Eko-jaja                     | Bio-Dome                       | Monique                         |
| 1995 | Szczury z supermarketu       | Mallrats                       | Gwen Turner                     |
| 1994 | Dwoje czyli troje            | Sleep with Me                  | Lauren                          |
| 1995 | Podwójny pęd                 | Double Rush                    | Dee Dee                         |
| 1994 | S.F.W.                       |                                | Monica Dice                     |
| 1994 | The Pros & Cons of Breathing |                                | Shirley                         |
| 1993 | Program                      | The Program                    | Louanne                         |
| 1993 | Uczniowska balanga           | Dazed and Confused             | Simone Kerr                     |
| 1993 | Stożkogłowi                  | Coneheads                      | Christina                       |
| 1977 | Egzorcysta II: Heretyk       | Exorcist II: The Heretic       | Tuskin Children                 |

### FilmyTV
| Rok  | Tytuł               | Tytuł oryginalny | Rola                               |
| ---- | ------------------- | ---------------- | ---------------------------------- |
| 2003 | Remembering Charlie |                  |                                    |
| 2001 | Na Krawędzi         | On the Edge      | Sarah (fragment „Reaching Normal”) |

### SerialeTV
| Rok       | Tytuł                    | Tytuł oryginalny         | Rola                         |
| --------- | ------------------------ | ------------------------ | ---------------------------- |
| 2010      | Wszystkie wcielenia Tary | United States of Tara    | Pammy, 6 odcinków            |
| 2009-2010 | Melanż z muchą           | Party Down               | Diandra Stiltskin, 2 odcinki |
| 2005      | Weronika Mars            | Veronica Mars            | Geena Stafford, 1 odcinek    |
| 2003-2004 | Stripperella             |                          | Catt (głos)                  |
| 1999      | Hercules                 |                          | Electra                      |
| 1996      | Drugi Noe                | Second Noah              | Darby                        |
| 1993      | Świat według Bundych     | Married... with Children | Janie                        |
| 1992      | Vinnie i Bobby           | Vinnie & Bobby           | Mona Mullins                 |
| 1991      | Top of the Heap          |                          | Mona Mullins                 |
| 1991      | Świat według Bundych     | Married... with Children | Mona Mullins/Kuzynka Effie   |